# 第19號病歷表 德重晃的問診
《第19號病歷表 德重晃的問診》是富士屋カツヒト所創作的日本漫畫。醫療原案：川下剛史。
2025年7月，TBS電視台改編成連續劇。

## 登場人物
徳重晃
綜合診療科醫師。

## 出版書籍
| 卷數 | Coamix         | Coamix                 |
| 卷數 | 發售日期       | ISBN                   |
| ---- | -------------- | ---------------------- |
| 1    | 2020年4月20日  | ISBN 978-4-86720-000-1 |
| 2    | 2020年11月19日 | ISBN 978-4-86720-186-2 |
| 3    | 2021年6月18日  | ISBN 978-4-86720-245-6 |
| 4    | 2021年11月20日 | ISBN 978-4-86720-279-1 |
| 5    | 2022年5月20日  | ISBN 978-4-86720-379-8 |
| 6    | 2022年10月20日 | ISBN 978-4-86720-430-6 |
| 7    | 2023年2月20日  | ISBN 978-4-86720-469-6 |
| 8    | 2023年10月20日 | ISBN 978-4-86720-574-7 |
| 9    | 2024年4月19日  | ISBN 978-4-86720-634-8 |
| 10   | 2024年10月19日 | ISBN 978-4-86720-684-3 |
| 11   | 2025年6月20日  | ISBN 978-4-86720-762-8 |

## 電視劇
《第19號病歷表》是日本TBS電視台於2025年7月13日起在日曜劇場時段播出的連續劇，由松本潤主演。
台灣由friDay影音、KKTV於2025年7月14日起跟播及中華電信MOD、Hami Video於2025年7月15日起跟播。Netflix於2025年7月25日起跟播。

### 登場人物

#### 主要人物
- 德重晃：松本潤[4]

魚虎綜合醫院新設立科別「綜合診療科」的專科醫師。

#### 魚虎綜合醫院
- 瀧野瑞希（滝野みずき）：小芝風花[5]

骨科新手醫師。
- 東鄉康二郎：新田真劍佑[6]

外科醫師。
- 鹿山慶太：清水尋也[7]

內科醫師。瀧野的同期。
- 大須哲雄：岡崎體育[7]

麻醉科醫師。
- 豐橋亞希子：池谷伸枝（日语：池谷のぶえ）[7]

綜合診療科護士。
- 平手秀：本多力（日语：本多力）[7]

耳鼻喉科醫師。
- 天白龍馬：矢部太郎（日语：矢部太郎）

精神科醫師。
- 瀨戶舞子：松井遙南[7]

護士。
- 茶屋坂心：初夏優香（日语：ファーストサマーウイカ）[7]

心臟血管外科醫師。
- 成海辰也：津田寬治（日语：津田寛治）[6]

骨科長。
- 東郷陸郎：池田成志（日语：池田成志）[7]

外科部長。康二郎的父親。
- 北野榮吉：生瀬勝久[7]

院長。
- 有松栞（有松しおり）：木村佳乃[6]

小兒科科長。

#### 其他人物
- 赤池登：田中泯（日语：田中泯）[6]

德重的恩師。現在是離島醫生。

#### 客串人物
第1話
- 黑岩百百（黒岩百々）：仲里依紗

主訴全身劇烈疼痛而來到魚虎綜合醫院骨科就診的女病患。曾去過多家醫院並接受精密檢查，都無任何異常。由於無法診斷病因而無法接受適當的治療，身心感到非常難受。之後由德重確認病因為纖維肌痛。
- 橫吹順一：六平直政

經營居酒屋的男病患。由於從樓梯摔下造成左腳踝骨折而住院治療。其實摔倒的原因為心肌梗塞早期症狀伴隨的疼痛，但骨科醫生並未深入調查原因。
- 戶田勝久：羽谷勝太

魚虎綜合醫院心臟血管外科醫師。
- 上司：瀧川英次

黑岩百百的上司。
- 同事：梅舟惟永

黑岩百百的同事。
- 橫吹的妻子：山口智惠
- 老婆婆：木村八重子

發牢騷說「到處都痛」的復健患者。
- 骨科醫師：田上浩史

無法診斷出黑岩百百的症狀的家庭醫師。
- 保全：數弘樹

魚虎綜合醫院的保全。
第2話
- 岡崎咲：黑川晏慈

患有先天性心臟病的少年。14年間，由有松擔任主治醫師。
- 岡崎拓：杉田雷麟

咲的哥哥。
- 岡崎浩司：東根作壽英

咲的父親。
- 拓的母親：市原茉莉

對跟生病的家人同住的生活感到心力交瘁而離家出走。
- 患者：小峠英二

主訴頭痛而來到綜合診療科就診的病患。
- 店主：川守田政人

岡崎兄弟倆經常光顧的蛋糕店的店主。
第3話
- 堀田義和：津田健次郎（第1話・第2話）

人氣主播。53歲。擁有沈穩的嗓音。擔任電視節目「探究人生」旁白。由於喉嚨感到不適而前往醫院檢查，結果發現聲帶附近有下咽頭頸癌（黏液表皮樣癌）病變，醫師判斷做手術是最佳選擇，但是因為有可能失去聲音而對於是否手術而猶豫不決。
- 堀田琴葉：倉澤杏菜

義和的獨生女。大學生。十分尊敬且自豪義和的主播工作。
- 堀田美穗：吉澤梨繪

義和的妻子。
- 橘恭二：中野剛

演員。為了專心接受癌症治療而宣布暫停演藝活動。

### 製作團隊
- 原作：富士屋カツヒト『第19號病歷表 德重晃的問診』
- 編劇：坪田文（日语：坪田文）
- 配樂：桶狹間有沙（日语：桶狭間ありさ）
- 主題曲：愛繆（unBORDE / Warner Music Japan）[8]
- 導演：青山貴洋、棚澤孝義、泉正英
- 製作人：岩崎愛奈、相羽めぐみ（協力）
- 企劃：益田千愛
- 編成：吉藤芽衣、高田脩
- 製作：TBS電視台、TBS SPARKLE

### 播出日程
- 第1話加長15分鐘（21:00 - 22:09）。
- 7月20日因播放『選舉之日2025』（21:00 - 24:00），停止播出一次。

| 集數                                                       | 播出日期 | 日文標題 | 中文標題（friDay影音）       | 導演     | 收視率 |
| ---------------------------------------------------------- | -------- | -------- | ---------------------------- | -------- | ------ |
| 第1話                                                      | 7月13日  |          | 改變人與醫療的綜合醫療科醫生 | 青山貴洋 | 11.4%  |
| 第2話                                                      | 7月27日  |          | 我是英雄?還是怪獸?           | 青山貴洋 | 11.6%  |
| 第3話                                                      | 8月03日  |          | 路沒有絕對的對錯             | 棚澤孝義 | 10.0%  |
| 第4話                                                      | 8月10日  |          | 與你同行的人生               | 泉正英   | 10.3%  |
| 第5話                                                      | 8月17日  |          | 心之所在                     | 棚澤孝義 | 09.6%  |
| （收視率由Video Research調查關東地區、家戶的即時統計資料） |          |          |                              |          |        |

## 外部連結
- 第19號病歷表 德重晃的問診 | Zenon編集部（日語）
- 電視劇官方網站（日語）
  - 電視劇的X（前Twitter）
  - 電視劇的Instagram帳戶
  - 電視劇的TikTok
- 在Netflix上觀看《第19號病歷表》

| 日本 TBS電視台 日曜劇場             | 日本 TBS電視台 日曜劇場           | 日本 TBS電視台 日曜劇場 |
| ----------------------------------- | --------------------------------- | ----------------------- |
|                                     | 第19號病歷表 （2025年7月13日－）  |                         |
| 新聞主播 （2025年4月13日－6月15日） | THE ROYAL FAMILY （2025年10月－） |                         |